# Bultfonteinit
Bultfonteinit (IMA-Symbol Bul) ist ein selten vorkommendes Mineral aus der Mineralklasse der „Silikate und Germanate“ mit der chemischen Zusammensetzung Ca2[7][F|SiO3OH]·H2O und damit chemisch gesehen ein wasserhaltiges Calcium-Silikat mit zusätzlichen Fluorionen. Strukturell gehört Bultfonteinit zu den Inselsilikaten (Nesosilikaten).
Bultfonteinit kristallisiert im triklinen Kristallsystem und entwickelt nadelige bis prismatische Kristalle, die meist zu radialstrahligen bis kugeligen Mineral-Aggregaten bis etwa 2 cm Größe zusammentreten. In reiner Form ist Bultfonteinit farblos und durchsichtig mit einem glasähnlichen Glanz auf den Oberflächen. Durch vielfache Lichtbrechung aufgrund von Gitterfehlern oder polykristalliner Ausbildung kann er aber auch durchscheinend weiß sein und durch Fremdbeimengungen eine hellrosa Farbe annehmen.

## Etymologie und Geschichte

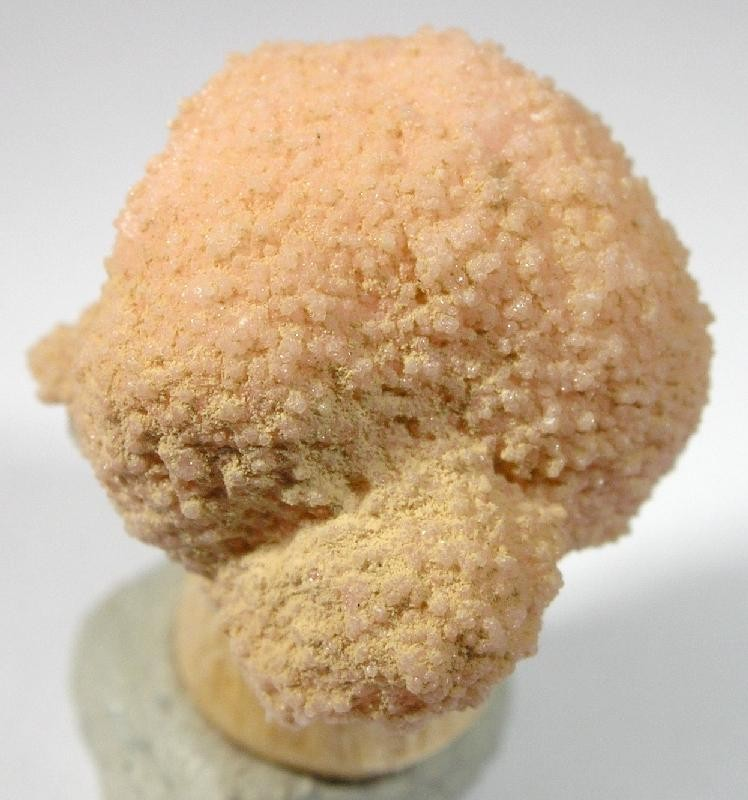
Bultfonteinit aus der Typlokalität Bultfontein Mine, Kimberley, Südafrika

Gefunden wurde Bultfonteinit erstmals 1903 oder 1904 von einem Bergmann namens Cann auf der 480-Fuß-Sohle der Diamantmine Bultfontein bei Kimberley. Einige Jahre später wurde das gleiche Mineral von C. E. Adams etwa eine halbe Meile von Bultfontein in der Dutoitspan-Mine gefunden und stellte seine Exemplare dem MacGregor-Museum in Kimberley zur Verfügung. Anfang der 1930er Jahre entdeckte auch der Untertage-Manager Miller der Jagersfontein-Mine in der Oranjefluss-Kolonie (englisch Orange River Colony) etwa 100 Meilen südöstlich von Kimberley.
Nach der Erstbeschreibung des neuen Minerals Afwillit, erkannte dessen Namensgeber Alpheus Fuller Williams (1874–1953), dass einige Proben in seiner Sammlung sich von Natrolith unterschieden und es sich daher wahrscheinlich um ein neues Mineral handelte. Auf seinen Wunsch hin wurde das Material von John Parry (1863–1931), Chemiker der De Beers Consolidated Mines, chemisch untersucht. Die kristallographischen und optischen Eigenschaften wurden von Frederick Eugene Wright bestimmt. Dabei stellte sich heraus, dass es sich tatsächlich um ein bisher unbekanntes Mineral handelte. Parry, Williams und Wright benannten das neu entdeckte Mineral nach dessen Typlokalität und veröffentlichten ihre Erstbeschreibung 1932 im Fachmagazin Mineralogical Magazine.
Da der Bultfonteinit bereits lange vor der Gründung der International Mineralogical Association (IMA) bekannt und als eigenständige Mineralart anerkannt war, wurde dies von ihrer Commission on New Minerals, Nomenclature and Classification (CNMNC) übernommen und bezeichnet den Bultfonteinit als sogenanntes „grandfathered“ (G) Mineral. Die seit 2021 ebenfalls von der IMA/CNMNC anerkannte Kurzbezeichnung (auch Mineral-Symbol) von Bultfonteinit lautet „Bul“.
Das Typmaterial des Minerals wird im Natural History Museum (NHM) in London unter der Inventarnummer BM 1928,78 aufbewahrt.

## Klassifikation
In der veralteten 8. Auflage der Mineralsystematik nach Strunz gehörte der Bultfonteinit zur Mineralklasse der „Silikate“ und dort zur Abteilung „Neso-Subsilikate“, wo er gemeinsam mit Afwillit, Birunit und Hillebrandit in der unbenannten Untergruppe mit der Systemnummer VIII/A’.06b innerhalb der „Spurrit-Afwillit-Gruppe“ steht.
In der zuletzt 2018 überarbeiteten Lapis-Systematik nach Stefan Weiß, die formal auf der alten Systematik von Karl Hugo Strunz in der 8. Auflage basiert, erhielt das Mineral die System- und Mineralnummer VIII/B.22-040. Dies entspricht der Abteilung „Inselsilikate mit tetraederfremden Anionen“, wo Bultfonteinit zusammen mit Afwillit, Aradit, Galuskinit, Harrisonit, Hatrurit, Nabimusait, Nagelschmidtit, Olmiit, Poldervaartit, Silicocarnotit, Spurrit, Ternesit und Zadovit eine unbenannte Gruppe mit der Systemnummer VIII/B.22 bildet.
Die von der International Mineralogical Association (IMA) zuletzt 2009 aktualisierte 9. Auflage der Strunz’schen Mineralsystematik ordnet den Bultfonteinit in die erweiterte Klasse der „Silikate und Germanate“, dort aber ebenfalls in die Abteilung „Inselsilikate (Nesosilikate)“ ein. Diese ist allerdings weiter unterteilt nach der möglichen Anwesenheit zusätzlicher Anionen und der Koordination der beteiligten Kationen. Das Mineral ist hier entsprechend seiner Zusammensetzung in der Unterabteilung „Inselsilikate mit zusätzlichen Anionen; Kationen in meist [6]er- und > [6]er-Koordination“ zu finden, wo es als einziges Mitglied eine unbenannte Gruppe mit der Systemnummer 9.AG.80 bildet.
In der vorwiegend im englischen Sprachraum gebräuchlichen Systematik der Minerale nach Dana hat Bultfonteinit die System- und Mineralnummer 52.04.07.02. Auch das entspricht der Klasse der „Silikate“ und dort der Abteilung „Inselsilikate: SiO4-Gruppen und O, OH, F und H2O“. Hier findet er sich innerhalb der Unterabteilung „Inselsilikate: SiO4-Gruppen und O, OH, F und H2O mit Kationen in [6] und/oder > [6]-Koordination“ in der Gruppe „Afwillit und verwandte Arten“, in der auch Afwillit, Hatrurit und Jasmundit eingeordnet sind.

## Kristallstruktur
Bultfonteinit kristallisiert in der triklinen Raumgruppe P1 (Raumgruppen-Nr. 2) mit den Gitterparametern a = 10,99 Å; b = 8,18 Å; c = 5,67 Å; α = 93,9°; β = 91,3° und γ = 89,8° sowie 4 Formeleinheiten pro Elementarzelle.

## Bildung und Fundorte

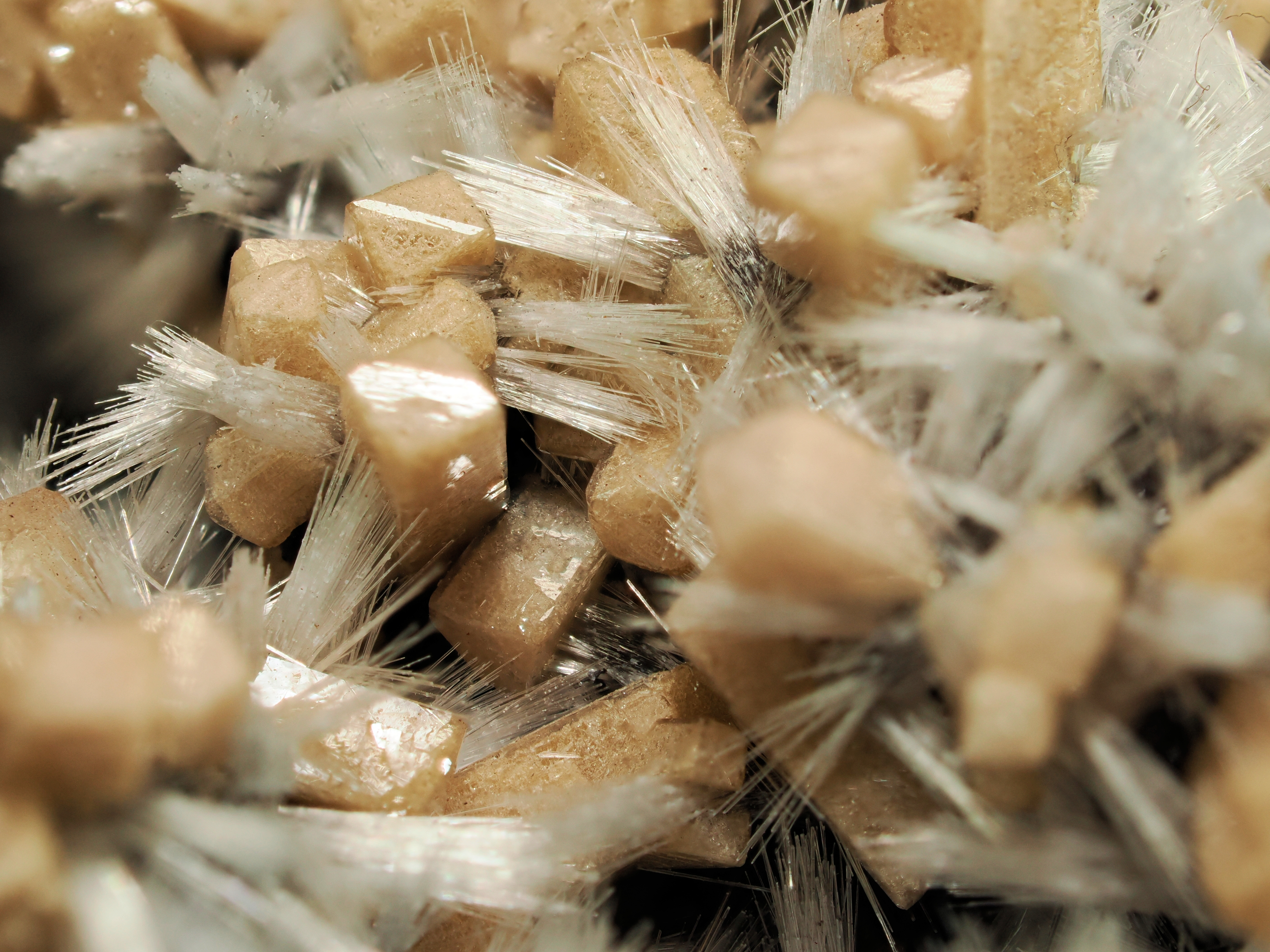
Bultfonteinit (nadelig, weiß) mit Olmiit (würfelig, hellbraun) aus der N'Chwaning-Mine II, Kalahari-Manganfelder, Südafrika

Bultfonteinit bildet sich in Dolerit- und Schieferfragmenten in Kimberlit-röhren wie beispielsweise an seiner Typlokalität Bultfontein in Südafrika, kann aber auch in der Kontaktzone thermisch metamorphosierter Kalksteine entstehen wie unter anderem in den Crestmore Steinbrüchen im Riverside County von Kalifornien. Als Begleitmineral können unter anderem Afwillit, Apophyllit, Calcit, Natrolith, Oyelith, Scawtit und Xonotlit auftreten.
Als seltene Mineralbildung konnte Bultfonteinit nur an wenigen Orten nachgewiesen werden, wobei weltweit bisher knapp 30 Fundorte dokumentiert sind (Stand 2025). Außer an seiner Typlokalität in der Bultfontein Mine sowie der nahe gelegenen Dutoitspan Mine bei Kimberley konnte das Mineral in der Provinz Nordkap noch in den N'Chwaning Minen bei Kuruman und der Wessel's Mine bei Hotazel im Kalahari-Manganerzgebiet (Kalahari Manganese Field) gefunden werden. Ansonsten trat Bultfonteinit in Südafrika nur noch in der Jagersfontein Mine nahe dem gleichnamigen Ort in der Provinz Freistaat auf.
Innerhalb von Europa kennt man das Mineral bisher nur aus dem Andesit-Steinbruch Vechec im Okres Vranov nad Topľou in der Slowakei sowie aus der oberen vulkanischen Chegem-Struktur (Verkhnechegemskaya Caldera) in der im Nordkaukasus gelegenen und zu Russland gehörenden Republik Kabardino-Balkarien.
Weitere Fundorte liegen unter anderem im Verwaltungsgebiet Benalla Rural City in Australien, Orapa in Botswana, Hexigten-Banner in China, der Hatrurim-Formation in Israel, Bitchū, Ise (Mie) und Ibara (Okayama) auf Honshū in Japan, im Daba-Siwaqa-Komplex des Gouvernements Amman in Jordanien, Lac de Gras in Kanada sowie in den USA außer den Crestmore Steinbrüchen in Kalifornien noch in der Franklin Mine bei Franklin (New Jersey).